# Viljucsinszk
Viljucsinszk (oroszul: Вилючинск) zárt város Oroszország Kamcsatkai határterületén, az Avacsai-öbölnél, 20 km-re Petropavlovszk-Kamcsatszkijtól. 

## Történet
1968. október 16-án alapították Szovjetszkij néven, három korábbi településből egyesítve, amely a szovjet haditengerészet bázisául szolgált. Akárcsak az egykori Szovjetunió legtöbb zárt városa esetében, itt is egy kódot kapott, Petropavlovszk-Kamcsatszkij-50-nek hívták egészen 1994-ig, ezt követően a közelben levő Viljucsik vulkánról nevezték el.

## Közigazgatás
Járásokra van felosztva. Mint önkormányzati terület, a terület összefoglaló elnevezése Viljucsinszk Városi Körzet.

## Gazdaság
Az atomtengeralattjárók építése mellett főleg a halászat és a halfeldolgozás a legfontosabb iparág. A korábbi három település közül Ribacsij külvárosában 1938 augusztusa óta gyártják a tengeralattjárókat. A hajók javítási ipara 1959 végén kezdett el fejlődni.
A haditengerészeti támaszpont korszerűsítése a tervek ellenére pénzhiány miatt mégsem valósult meg 2003-ra, de az továbbra is működik. A meglévő bázishoz a 2000-es évek elején új lakóépületeket építettek, valamint egy kórház, egy óvoda és egy sportközpont nyílt meg 2007-ben, amelyet Vlagyimir Putyin adott át.